# Kovács Attila (vívó)
Kovács Attila (Budapest, 1939. december 30. – Budapest, 2010. november 11.) kétszeres világbajnok magyar kardvívó, mérnök, számítástechnikai szakíró, hírlapíró, Kovács Pál hatszoros olimpiai és kilencszeres világbajnok kardvívó fia, Kovács Tamás világbajnok kardvívó, a Magyar Olimpiai Bizottság korábbi sportigazgatójának bátyja.

## Sportpályafutása
Kétszer nyert világbajnokságot a kardvívó csapattal, valamint ugyanebben a versenyszámban 5. helyezést ért el az 1964. évi nyári olimpiai játékokon, továbbá többször nyert Universiadét.

## Halála
71. életévében, 2010. november 11-én  hunyt el hosszan tartó, súlyos betegség után.